# Finn O. Hvidberg-Hansen
Finn Ove Hvidberg-Hansen (født 9. september 1935, død 25. september 2022) var en dansk professor i semitisk filologi fra 1997 ved Aarhus Universitet.
Blev cand. theol. i 1961, lic.theol (1968) og fik i 1979 den filosofiske doktorgrad på en afhandling om Karthagos bygudinde Tanit. Medlem af Videnskabernes Selskab 1993.
Hvidberg-Hansen udgav flere bøger og artikler om fønikisk-punisk religion og sprog, samt om det kana'anæisk-fønikiske område.
Nevø til professoren og ministeren Flemming Friis Hvidberg. I 2005 udkom festskriftet Et blandet bæger i anledning af Hvidberg-Hansens 70-års fødselsdag.

## Udvalgt litteratur
- Kanaʿanæiske myter og legender: Tekster fra Ras Shamra-Ugarit: Dansk oversættelse med kommentar, I-II, Aarhus Universitetsforlag, 1990
- Palmyra samlingen, Ny Carlsberg Glyptotek, 1993
- Zenobia – byen Palmyra og dens dronning, Sfinx, 2002
- Koranen. Udvalgte tekster, Høst & Søn, 2004
- Hvad siger Koranen?, Rosinante (Gyldendal), 2006. Begge udgaver med indledninger og kommentarer.
- "`Arsû and ´Azîzû. A Study of West Semitic "Dioscuri" and the Gods of Dawn and Dusk"(Kgl.da. Vidsk.Selskabs Hist.-filos.Meddelelser 97, 2007
- Pernille Carstens, John Møller Larsen, Dorthe Maria Kodal, Dan Enok Sørensen (red.), Et blandet bæger – Studier tilegnet Finn O. Hvidberg-Hansen, Anis, 2005